# Granada en los Juegos Olímpicos de París 2024
Granada estuvo representada en los Juegos Olímpicos de París 2024 por seis deportistas que compitieron, cuatro hombres y dos mujeres, en dos deportes.
Los portadores de la bandera en la ceremonia de apertura fueron el atleta Lindon Victor y la nadadora Tilly Collymore.

## Medallistas
El equipo olímpico granadino obtuvo las siguientes medallas:
| Nombre          | Deporte   | Competición |
| --------------- | --------- | ----------- |
| Oro             |           |             |
| —               |           |             |
| Plata           |           |             |
| —               |           |             |
| Bronce          |           |             |
| Anderson Peters | Atletismo | Jabalina M  |
| Lindon Victor   | Atletismo | Decatlón M  |